# Kathryn Johnson (rugby à XV)
Pour les articles homonymes, voir Johnson.
Pour joueuse britannique de hockey sur gazon, voir Kathryn Johnson.
Pas d'image ? Cliquez ici

b Matchs officiels uniquement.
Kathryn Johnson, née le 25 octobre 1991, est une joueuse internationale américaine de rugby à XV évoluant au poste de deuxième ligne.

## Biographie
Kathryn Johnson naît le 25 octobre 1991. En 2022, elle joue pour le club des Twin Cities Amazons de Minneapolis. Elle est retenue en septembre 2022 pour disputer sous les couleurs des États-Unis la Coupe du monde de rugby à XV en Nouvelle-Zélande.